# 砺剑工作室
砺剑工作室，又名金山砺剑工作室，是金山軟件於2010年成立的第八個遊戲工作室，代表作為《神道星8客》。

## 歷史
礪劍工作室成立於2010年1月，是金山首個為開發網頁遊戲設立的遊戲工作室，負責人為李安科。開發團隊由李安科組建，李安科為此翻閱了3000份簡歷，面試了400多人。礪劍工作室負責開發的《神道星8客》，金山軟件原計劃推於9月份推出，遊戲最後延期至10月開始首測。由於測試反應未如預期，金山軟件決定對減少在網頁遊戲方面的開發資源，11月傳出礪劍工作室解散的消息，礪劍的部分精英成員被抽調到配到上水轩和七塵齋。12月，李安科連同剩下的30餘名工作室成員離開金山軟件，轉到游戏谷。